# Turismul în Austria

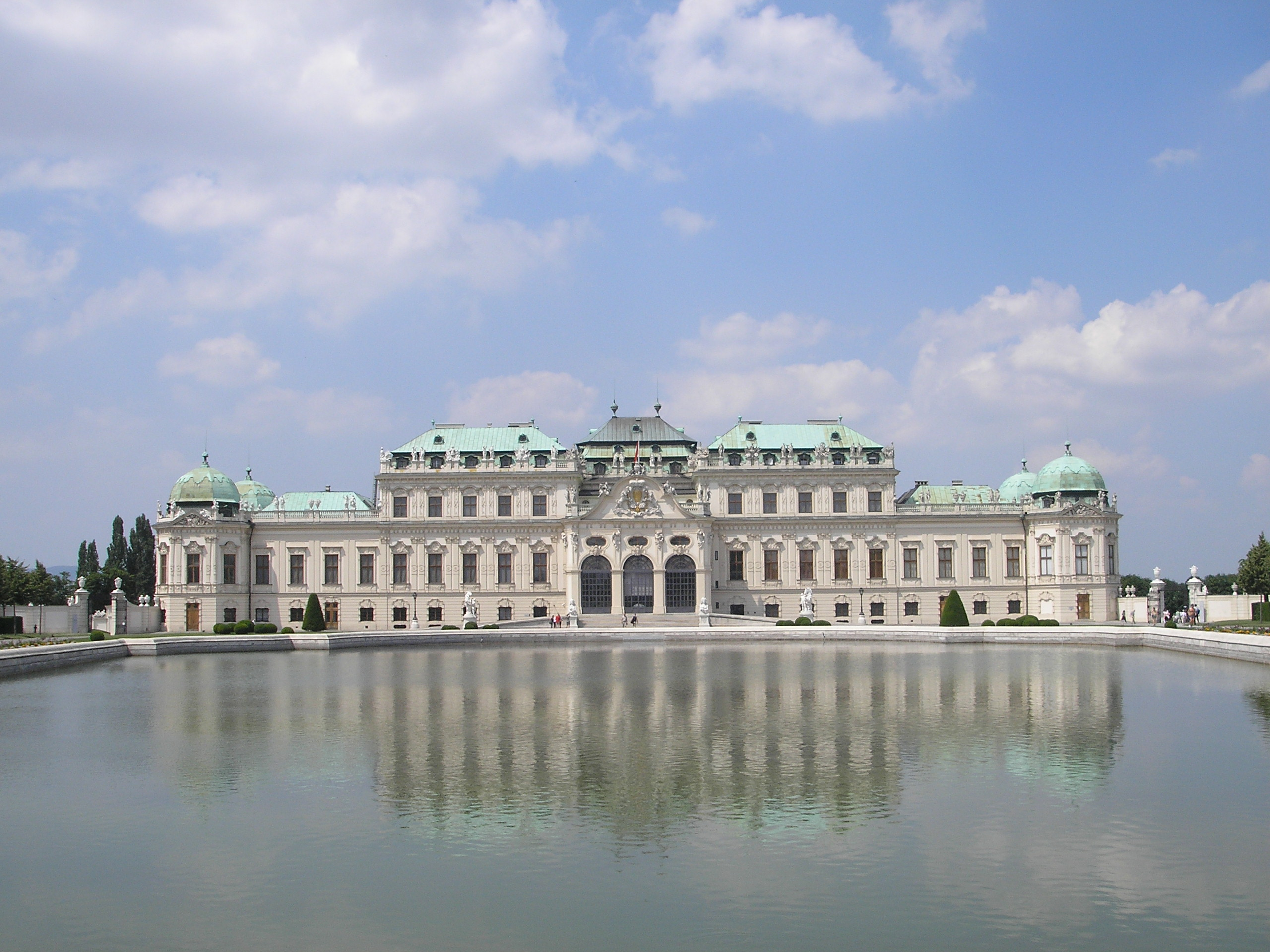
Palatul Belvedere
Viena, Austria

Turismul formează o parte importantă a economiei Austriei, reprezentând aproape 9% din produsul intern brut al țării.
Începând din 2007, numărul total de turiști ce se cazează în Austria este aproximativ același în sezonul de vară și în cel de iarnă, cu vârfuri în lunile februarie și iulie /august.
În anul 2007 Austria s-a clasat pe locul 9 la nivel mondial în ceea ce privește încasările din turismul internațional, cu 18,9 miliarde de dolari SUA. În ceea ce privește sosirile turistice internaționale, Austria s-a clasat pe locul 12, cu 20,8 milioane de turiști.
Viena atrage cea mai mare parte a turiștilor, atât vara, cât și iarna. Salzburg se situează pe locul 2 în sezonul de vară, primind aproximativ o cincime din numărul turiștilor ce vizitează Viena. În sezonul de iarnă, mai multe stațiuni de sporturi de iarnă din vestul Austriei depășesc Salzburgul ca numărul de turiști: Sölden, Saalbach-Hinterglemm, Ischgl, Sankt Anton am Arlberg și Obertauern.
Vizitele în Austria includ în mare parte excursii la Viena cu Catedrala romano-catolică, tavernele „Heurigen” (vinării) și evenimentele muzicale romantice. Sunt organizate vizite numeroase la Salzburg, locul de naștere al lui Mozart, la Innsbruck, capitala Tirolului înconjurată de vârfurile Alpilor, și pe valea Dunării cu viile sale, de exemplu Wachau sau Dunkelsteinerwald, care se află între Melk și Krems. Zone turistice sunt și marile lacuri precum Bodensee din provincia Vorarlberg aflată în partea de vest a țării sau Neusiedler See din partea de est. Cele mai vizitate trei obiective din Austria sunt Palatul Schönbrunn (2.590.000 de vizitatori pe an), Grădina Zoologică Schönbrunn (2.453.987 vizitatori) și Bazilica Mariazell (1.500.000 de vizitatori).
De o mare importanță turistică sunt stațiunile austrice de schi, drumeții montane și alpinism din Munții Alpi, precum și zonele de recreere (de exemplu Apa vrăjitoarelor din Tirol), numeroasele lacuri (de exemplu Wolfgangsee și alte lacuri din regiunea Salzkammergut de la est de Salzburg sau Wörthersee din Carintia) și castele.
Pentru vizitatorii interesați de Media Art, există Centrul Ars Electronica din Linz. Începând din 1979 acest centru a organizat Festivalul Ars Electronica și a decernat Prix Ars Electronica, cel mai mare premiu la nivel mondial pentru arta media.

## Turiști după țara de proveniență
Turiștii străini ce au vizitat Austria în anul 2014 au provenit în principal din următoarele țări:
| Poziție | Țară          | Număr de turiști |
| ------- | ------------- | ---------------- |
| 1       | Germania      | 11.750.027       |
| 2       | Țările de Jos | 1.671.581        |
| 3       | Elveția       | 1.309.660        |
| 4       | Italia        | 1.051.490        |
| 5       | Regatul Unit  | 802.552          |
| 6       | Cehia         | 660.086          |
| 7       | Statele Unite | 632.512          |
| 8       | Franța        | 516.770          |
| 9       | Belgia        | 514.264          |
| 10      | China         | 497.925          |
| 11      | Ungaria       | 493.055          |
| 12      | Rusia         | 467.565          |
| 13      | Polonia       | 425.730          |
| 14      | Spania        | 309.794          |
| 15      | Danemarca     | 264.704          |
| 16      | România       | 264.704          |
| 17      | Japonia       | 245.306          |
| 18      | Coreea de Sud | 234.557          |
| 19      | Suedia        | 205.501          |
| 20      | Slovacia      | 176.760          |
|         | Total         | 25.291.371       |